# ペトル・パルレーシュ
ペトル・パルレーシュ(Petr Parléř、1333年 – 1399年7月13日) は、中世ボヘミアの建築家。

## 生涯
神聖ローマ帝国のシュヴェービッシュ・グミュントで誕生した。父のハインリヒはドイツのケルン大聖堂で石工として働いていた。パルレーシュはシュヴェービッシュ・グミュントで育ち、見習いとして学ぶ。パルレーシュは徒弟制度を終えて、フランスのパリを訪れてさらにストラスブールにも滞在した。現地でノートルダム＝ド＝ストラスブール大聖堂を見聞して研究して、ゴシック様式など大いに感化された。パルレーシュはケルンで働き、現地で建築家の娘ゲルトルートと結婚した。息子のヴェンツェル・パルレーシュとヨハン・パルレーシュはのちに建築家になった。
ドイツのニュルンベルクで神聖ローマ皇帝カール4世 (神聖ローマ皇帝)の主導のもと、パルレーシュは父とともに聖母教会の建築に関与した。それからニュルンベルク近郊のラウフ・アン・デア・ペグニッツでラウフ城の建設にも寄与した。ほどなくして神聖ローマ皇帝カール4世はパルレーシュの能力に注目して気に入って、ボヘミア王国の首都プラハに招いた。カール4世はプラハを大改造するためにパルレーシュを任命した。
フランス人であったアラスのマティアが聖ヴィート大聖堂の建設を担当していたが、途中で死去したためパルレーシュは聖ヴィート大聖堂の建設を引き継いだ。
1357年にカール4世はパルレーシュにヴルタヴァ川に新しい橋を建設するように命令したあと建築に着手して、パルレーシュ死後の1402年にカレル橋は完成した。パルレーシュはさらにティーン教会や祭壇、旧市街地に塔やホールを建設した。またクトナー・ホラの聖バルボラ教会や、カルルシュテインのカルルシュテイン城にも関与した。
パルレーシュはプラハの市民権を得て、1399年にプラハで死去した。遺骸は聖ヴィート大聖堂に埋葬された。
チェコのクレチ天文台で1988年にアントニーン・ムルコスが発見した小惑星パルレーシュ (小惑星)は彼の名に因む。

## 作品

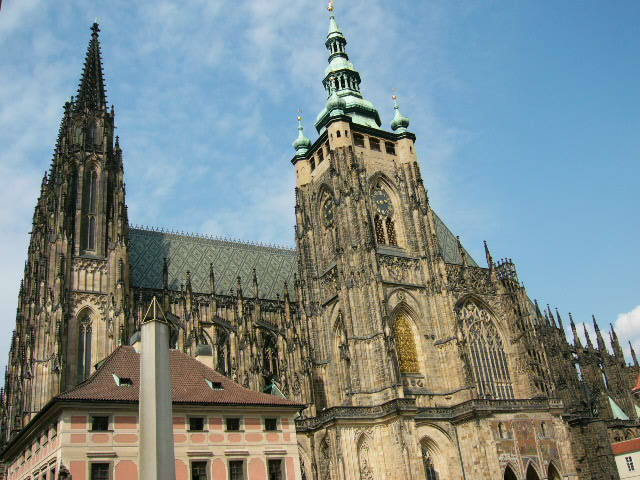
聖ヴィート大聖堂